# 大相撲平成28年3月場所
大相撲平成28年3月場所（おおずもうへいせい28ねん3がつばしょ）は、2016年3月13日から3月27日まで大阪府立体育会館（エディオンアリーナ大阪）で開催された大相撲本場所。
幕内最高優勝は横綱・白鵬翔（14勝1敗・4場所ぶり36回目）。

## 場所前の話題など
- 番付発表は2016年2月29日。
- 前場所の幕内最高優勝者である大関琴奨菊はこの場所で横綱昇進に挑戦することになり、その結果が注目された[1]。

## 番付・星取表
| 東       | 成績    | 結果   | 番付   | 西       | 成績      | 結果 |
| -------- | ------- | ------ | ------ | -------- | --------- | ---- |
| 日馬富士 | 9勝6敗  |        | 横綱   | 白鵬     | 14勝1敗   | 優勝 |
| 鶴竜     | 10勝5敗 |        | 横綱   |          |           |      |
| 琴奨菊   | 8勝7敗  |        | 大関   | 稀勢の里 | 13勝2敗   |      |
| 豪栄道   | 12勝3敗 |        | 大関   | 照ノ富士 | 8勝7敗    |      |
| 嘉風     | 4勝11敗 |        | 関脇   | 豊ノ島   | 3勝12敗   |      |
| 栃煌山   | 4勝11敗 |        | 小結   | 宝富士   | 6勝9敗    |      |
| 琴勇輝   | 12勝3敗 | 殊勲賞 | 前頭1  | 髙安     | 5勝10敗   |      |
| 隠岐の海 | 8勝7敗  |        | 前頭2  | 栃ノ心   | 6勝9敗    |      |
| 碧山     | 6勝9敗  |        | 前頭3  | 安美錦   | 7勝8敗    |      |
| 勢       | 10勝5敗 |        | 前頭4  | 蒼国来   | 5勝8敗2休 |      |
| 旭秀鵬   | 6勝9敗  |        | 前頭5  | 松鳳山   | 4勝11敗   |      |
| 妙義龍   | 10勝5敗 |        | 前頭6  | 正代     | 9勝6敗    |      |
| 豪風     | 5勝10敗 |        | 前頭7  | 魁聖     | 11勝4敗   |      |
| 貴ノ岩   | 8勝7敗  |        | 前頭8  | 千代大龍 | 3勝12敗   |      |
| 豊響     | 3勝12敗 |        | 前頭9  | 佐田の海 | 7勝8敗    |      |
| 臥牙丸   | 5勝10敗 |        | 前頭10 | 玉鷲     | 9勝6敗    |      |
| 逸ノ城   | 11勝4敗 |        | 前頭11 | 阿夢露   | 7勝8敗    |      |
| 德勝龍   | 8勝7敗  |        | 前頭12 | 英乃海   | 7勝8敗    |      |
| 千代鳳   | 8勝7敗  |        | 前頭13 | 御嶽海   | 10勝5敗   |      |
| 大翔丸   | 8勝7敗  |        | 前頭14 | 大栄翔   | 10勝5敗   |      |
| 里山     | 6勝9敗  |        | 前頭15 | 北太樹   | 3勝12敗   |      |
| 明瀬山   | 4勝11敗 |        | 前頭16 |          |           |      |

## 優勝争い
この場所綱取りのかかる大関琴奨菊は、初優勝した前場所からの勢いそのままに初日から連勝を続けていた。残る3大関も揃って初日から3連勝の好スタートとなっていたが、横綱のほうは白鵬と鶴竜に揃って初日から土が付き、日馬富士も3日目に初黒星となった。3日目までに3人の横綱全員に土が付くのは、昭和57年9月場所以来約34年ぶりのことであった。4日目に照ノ富士が敗れて安泰だった大関陣の一角が崩れると、5日目に綱取りの琴奨菊と豪栄道の2大関に土が付いた。その後は、上位陣では大関稀勢の里だけが初日からの連勝を続け、8日目に平幕勢との全勝対決に勝って単独トップとなった。
10日目までの中盤戦が終わった段階では全勝の稀勢の里に1敗の白鵬と豪栄道という3人か優勝を争う展開になっていたが、11日目に稀勢の里と白鵬の直接対決が組まれて白鵬が勝つと全勝はいなくなり、1敗が3人で並ぶ展開となった。12日目には1敗同士の対戦で白鵬が豪栄道に勝って1敗を守ったが、稀勢の里は日馬富士に負けて2敗に後退し、この場所初めて白鵬が単独トップになった。この3人は13日目、14日目は連勝となり、千秋楽に1敗の白鵬が負けると、2敗同士で稀勢の里と豪栄道の直接対決に勝ったほうと優勝決定戦になるところであったが、白鵬は千秋楽も勝ち、14勝1敗で自身の持つ最多記録を更新する36回目の幕内最高優勝を果たした。2敗同士の直接対決に勝って13勝2敗となっていた稀勢の里は優勝次点となった。
三賞は、殊勲賞にはこの場所で1横綱2大関を破った琴勇輝が受賞した。敢闘賞と技能賞は該当者がいなかった。

## 各段優勝・三賞
| タイトル     | タイトル     | 四股名       | 地位                | 回数             | 成績       | 部屋         | 出身                       | 備考                   |
| ------------ | ------------ | ------------ | ------------------- | ---------------- | ---------- | ------------ | -------------------------- | ---------------------- |
| 幕内最高優勝 | 幕内最高優勝 | 白鵬翔       | 東横綱              | 04場所ぶり36度目 | 14勝01敗   | 宮城野部屋   | モンゴル国ウランバートル市 |                        |
| 三賞         | 殊勲賞       | 琴勇輝一巖   | 東前頭筆頭          | 初受賞           | 12勝03敗   | 佐渡ヶ嶽部屋 | 香川県小豆郡小豆島町       |                        |
| 三賞         | 敢闘賞       | 該当者なし   | 該当者なし          | 該当者なし       | 該当者なし | 該当者なし   | 該当者なし                 | 該当者なし             |
| 三賞         | 技能賞       | 該当者なし   | 該当者なし          | 該当者なし       | 該当者なし | 該当者なし   | 該当者なし                 | 該当者なし             |
| 十両優勝     | 十両優勝     | 大砂嵐金崇郎 | 東十両筆頭          | 初優勝           | 13勝02敗   | 大嶽部屋     | エジプト国ダカリーヤ県     |                        |
| 幕下優勝     | 幕下優勝     | 佐藤貴信     | 東幕下9枚目         | 初優勝           | 7戦全勝    | 貴乃花部屋   | 兵庫県芦屋市               |                        |
| 三段目優勝   | 三段目優勝   | 小柳亮太     | 三段目100枚目格付出 | 初優勝           | 7戦全勝    | 時津風部屋   | 新潟県新潟市北区           | 唐津海誠二が優勝同点。 |
| 序二段優勝   | 序二段優勝   | 琴太豪晃匡   | 東序二段44枚目      | 初優勝           | 7戦全勝    | 佐渡ヶ嶽部屋 | 大分県日田市               |                        |
| 序ノ口優勝   | 序ノ口優勝   | 朝玉木一嗣磨 | 西序ノ口19枚目      | 初優勝           | 7戦全勝    | 高砂部屋     | 三重県伊勢市               |                        |

## トピック
- この場所入門の新弟子のうち2名は、2015年に制度が創設された三段目付出でのデビューが承認された初めての力士となった[2]。
- この場所2日目に横綱白鵬が横綱通算671勝目を挙げ、北の湖（670勝）の記録を抜いて史上単独1位となった[3]。
- この場所8日目の取組で、横綱白鵬が関脇嘉風に対して駄目押し行為をした上に、土俵下の勝負審判であった井筒親方（元関脇・逆鉾）を負傷させる問題を起こし、後日審判部から厳重注意を受けた[4]。
- この場所9日目の大関稀勢の里と大関琴奨菊の取組は幕内通算59回目の対戦で、武蔵丸対貴ノ浪（58回）の記録を抜いて史上単独1位となった[5]。
- この場所後の4月9日付で千賀ノ浦親方（元関脇・舛田山）が停年（定年）退職することに伴い、4月8日付で常盤山親方（元小結・隆三杉）が千賀ノ浦部屋を継承した[6]。